# BWR Real Bank
BWR Real Bank SA (d. Krakowski Bank Mieszkaniowy INTERKRAKBANK SA) – bank uniwersalny z siedzibą w Krakowie działający w latach 1990–2000.

## Historia
Założony przez prywatne i państwowe podmioty gospodarcze oraz osoby fizyczne w 1990 jako Krakowski Bank Mieszkaniowy INTERKRAKBANK SA (IKB) z siedzibą w Warszawie. Od początku jego działalność przynosiła straty. 
W 1999 Komisja Nadzoru Bankowego podjęła decyzję o ustanowieniu w banku zarządu komisarycznego z uwagi na jego złą sytuację finansową. W ramach sanacji banku uzyskał on pożyczki z Bankowego Funduszu Gwarancyjnego. W 2000, na mocy uchwały Komisji Nadzoru Bankowego, został przejęty przez Bank Współpracy Regionalnej z powodu braku postępów w realizacji planu naprawczego. 
Działalność banku oraz osób zajmujących w nim kierownicze stanowiska była przedmiotem licznych postępowań prokuratorskich.